# Gare de Nomain - Ouvignies
Gare de Nomain - Ouvignies vasútállomás Franciaországban, Nomain településen.

## Vasútvonalak
Az állomást az alábbi vasútvonalak érintik:
- Somain-Halluin-vasútvonal
- Ligne de Pont-de-la-Deûle à Bachy - Mouchin

## Kapcsolódó állomások
A vasútállomáshoz az alábbi állomások vannak a legközelebb: